# ديريك أوكونور (لاعب كرة قدم بريطاني)
ديريك أوكونور (بالإنجليزية: Derek O'Connor)‏ هو لاعب كرة قدم بريطاني في مركز الهجوم، ولد في 8 يناير 1955 في إدنبرة في المملكة المتحدة. لعب مع بيرويك راينجرز ودونفرملين أثلتيك وسانت جونستون ونادي إيست فيف ونادي بريتشين سيتي ونادي ليفينغستون وهارت أوف ميدلوثيان.